# 平成二十三年度における子ども手当の支給等に関する特別措置法
平成二十三年度における子ども手当の支給等に関する特別措置法（へいせいにじゅうさんねんどとうにおけることもてあてのしきゅうとうにかんするとくべつそちほう、平成23年8月30日法律第107号）は、現下の子どもおよび子育て家庭をめぐる状況に鑑み、平成24年度からの恒久的な子どものための金銭の給付の制度に円滑に移行できるよう、2011年（平成23年）度における子ども手当の支給等について必要な事項を定めるものとする日本の法律である。
この法律自体は、限時法でなく、廃止もされていない現行法であるが、子ども手当の支給が「平成二十四年三月（同年二月末日までに子ども手当を支給すべき事由が消滅した場合には、当該子ども手当を支給すべき事由が消滅した日の属する月）で終わる。」（第7条第2項）とされているため、この法律に基づく子ども手当はすでに終了している。

## 法律構成
- 第一章 総則（第一条〜第三条）
- 第二章 子ども手当の支給（第四条〜第十六条）
- 第三章 費用（第十七条・第十八条）
- 第四章 児童手当法との関係（第十九条〜第二十二条）
- 第五章 交付金の交付（第二十三条）
- 第六章 雑則（第二十四条〜第三十七条）
- 附則